# Kängurudorn

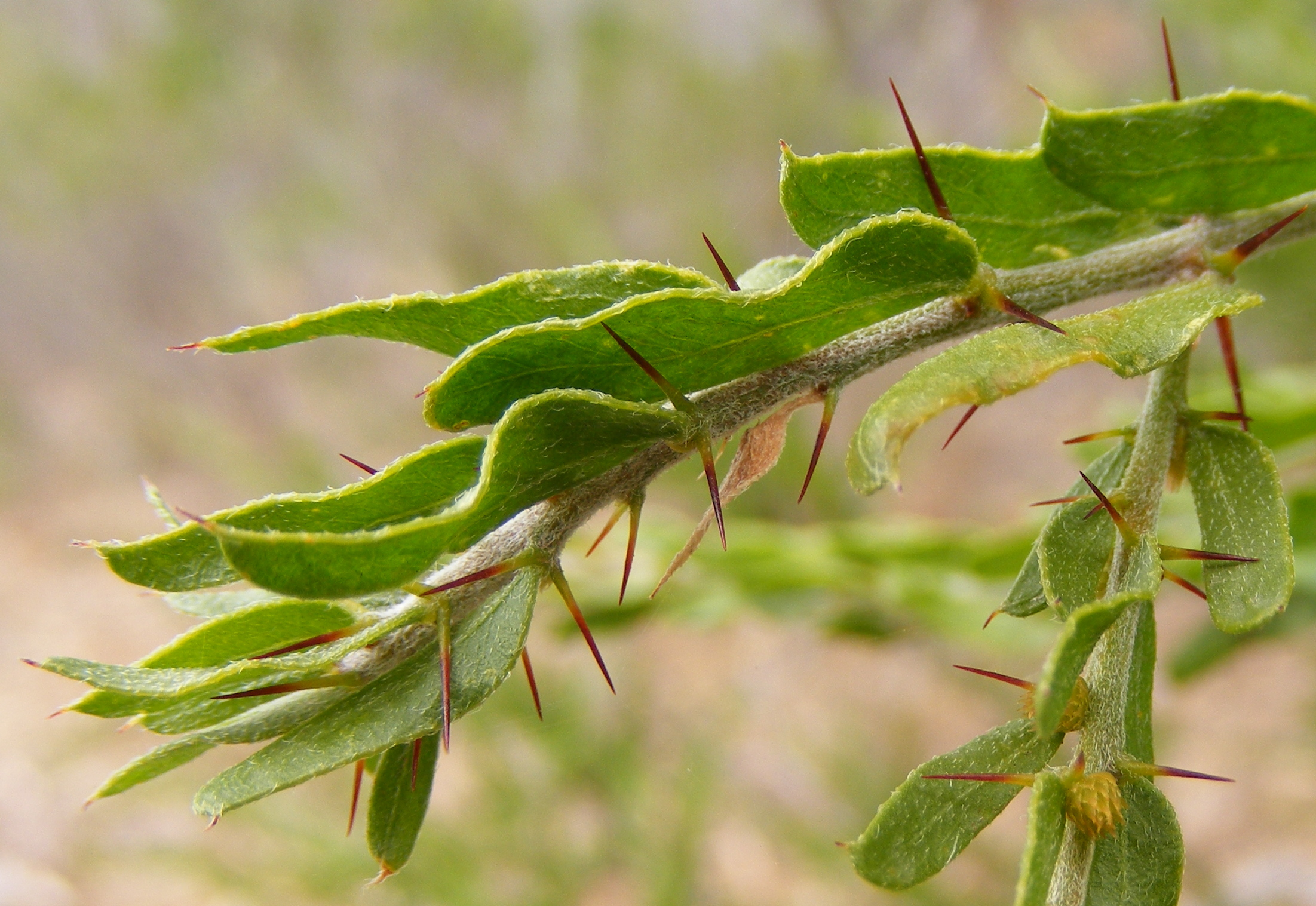
Phyllodien und Dornen

Der Kängurudorn, auch Känguru-Akazie (Acacia paradoxa, Syn.: Acacia armata) ist eine Pflanzenart aus der Gattung der Akazien (Acacia). Der Kängurudorn ist beheimatet in Australien.

## Beschreibung
Der Kängurudorn wächst als aufrechter Strauch mit einem etwas sparrigen Wuchs und erreicht Wuchshöhen von 1 bis 4 Metern. Die bräunlich-graue Rinde ist fein rissig, die mehr oder weniger behaarten Zweige sind zylindrisch und flach gerieft.
Die dornig Nebenblätter sind rund 5 bis 15 Millimeter lang. Die Funktion der Blätter übernehmen sogenannte Phyllodien, also umgewandelte, abgeflachte Blattstiele. Sie sind 0,8 bis 3 Zentimeter lang und 2,5 bis 7 Millimeter breit, von lanzettlicher bis schmal-elliptischer Gestalt und gerade bis schwach gebogen. Sie sind kahl bis behaart und Mittelrippe wie die Rippen am Rand stehen markant hervor, die Seitenrippen hingegen bleiben undeutlich. Die Ränder sind oft mehr oder weniger gewellt, die Spitze ist stachelspitzig. Nahe dem Ansatz findet sich eine kleine Drüse sowie ein bis zu 0,5 Millimeter langer Pulvinus.
Blütezeit ist Juli bis November. Aus den Blattachseln entwickeln sich ein, selten zwei Blütenstände. Die meist unbehaarten Blütenstängel sind 6 bis 20 Millimeter lang, die eigentlichen Blütenstände sind kugelförmige Köpfe aus rund 20 bis 45 Blüten. Diese sind zwittrig, haben einen Durchmesser von 5 bis 10 Millimeter und sind gelb bis hellgelb gefärbt. Die Hülsenfrüchte sind mehr oder weniger gerade, dicht behaart, 2 bis 7 Zentimeter lang und 3 bis 5 Millimeter breit. Die Samen sind länglich mit einem Arillus.

## Verbreitung
Der Kängurudorn ist heimisch in Australien in den Bundesstaaten Queensland, Victoria, Western Australia und South Australia, aus Kultur verwildert und naturalisiert ist er mittlerweile in Tasmanien.

## Systematik
Die Beschreibung durch Augustin Pyramus de Candolle unter dem heute gültigen Taxon Acacia paradoxa wurde 1813 veröffentlicht. Ein gebräuchliches Synonym ist die im gleichen Jahr wenige Monate später veröffentlichte Beschreibung unter dem Taxon Acacia armata durch Robert Brown. Weitere Synonyme sind Acacia undulata Spin sowie Racosperma paradoxum (DC.) Mart.

## Bilder

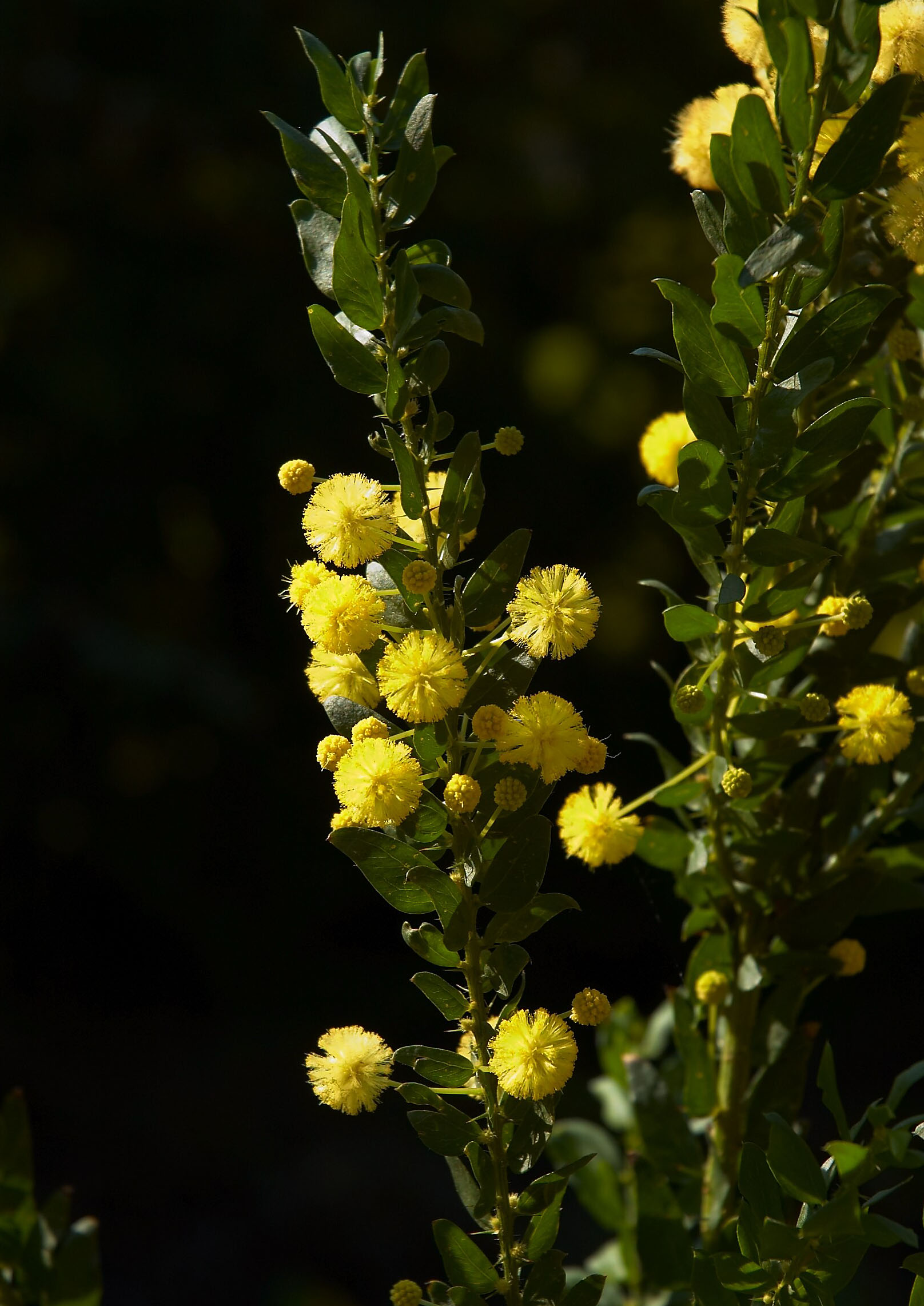
Kängurudorn
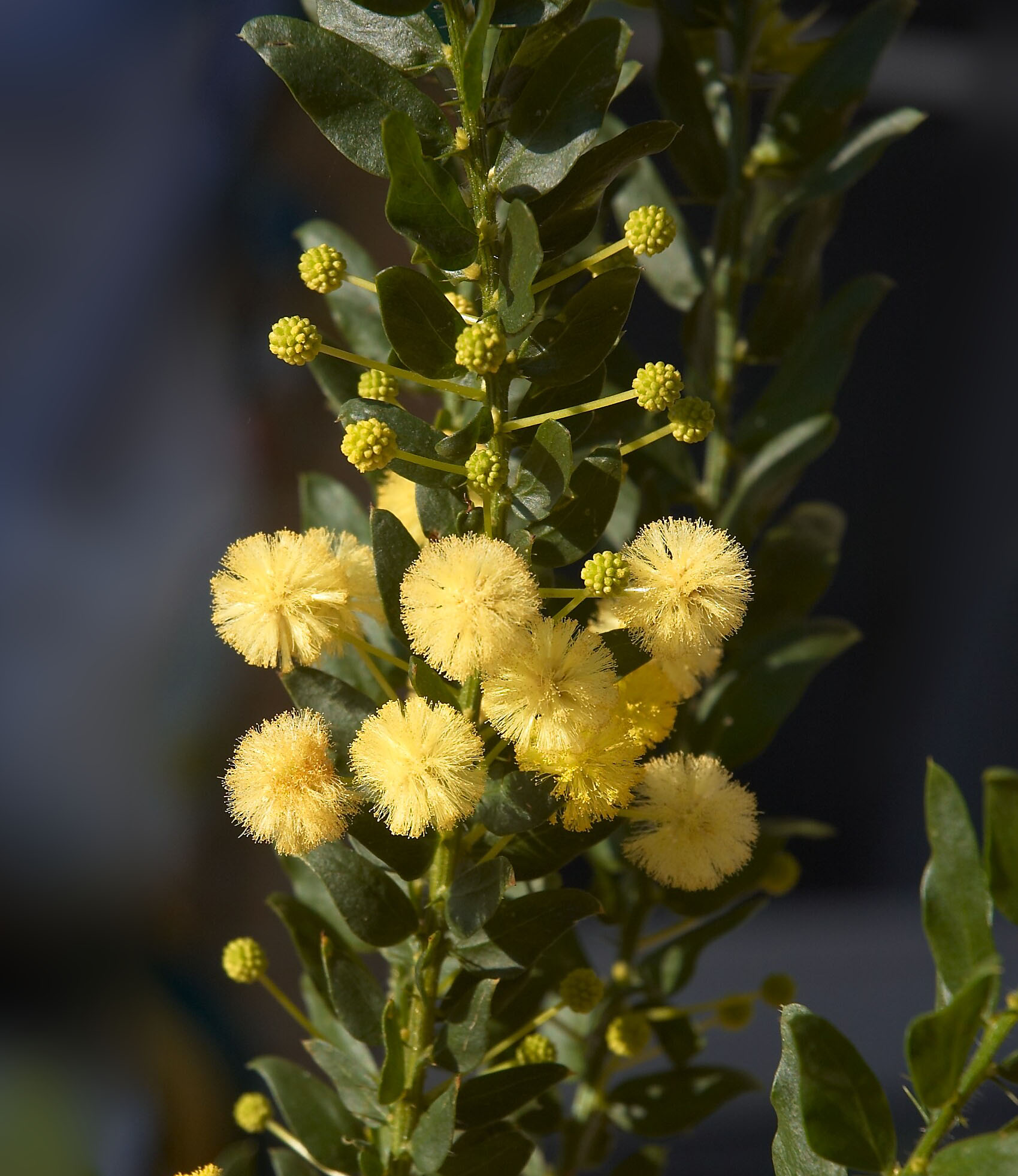
Kängurudorn
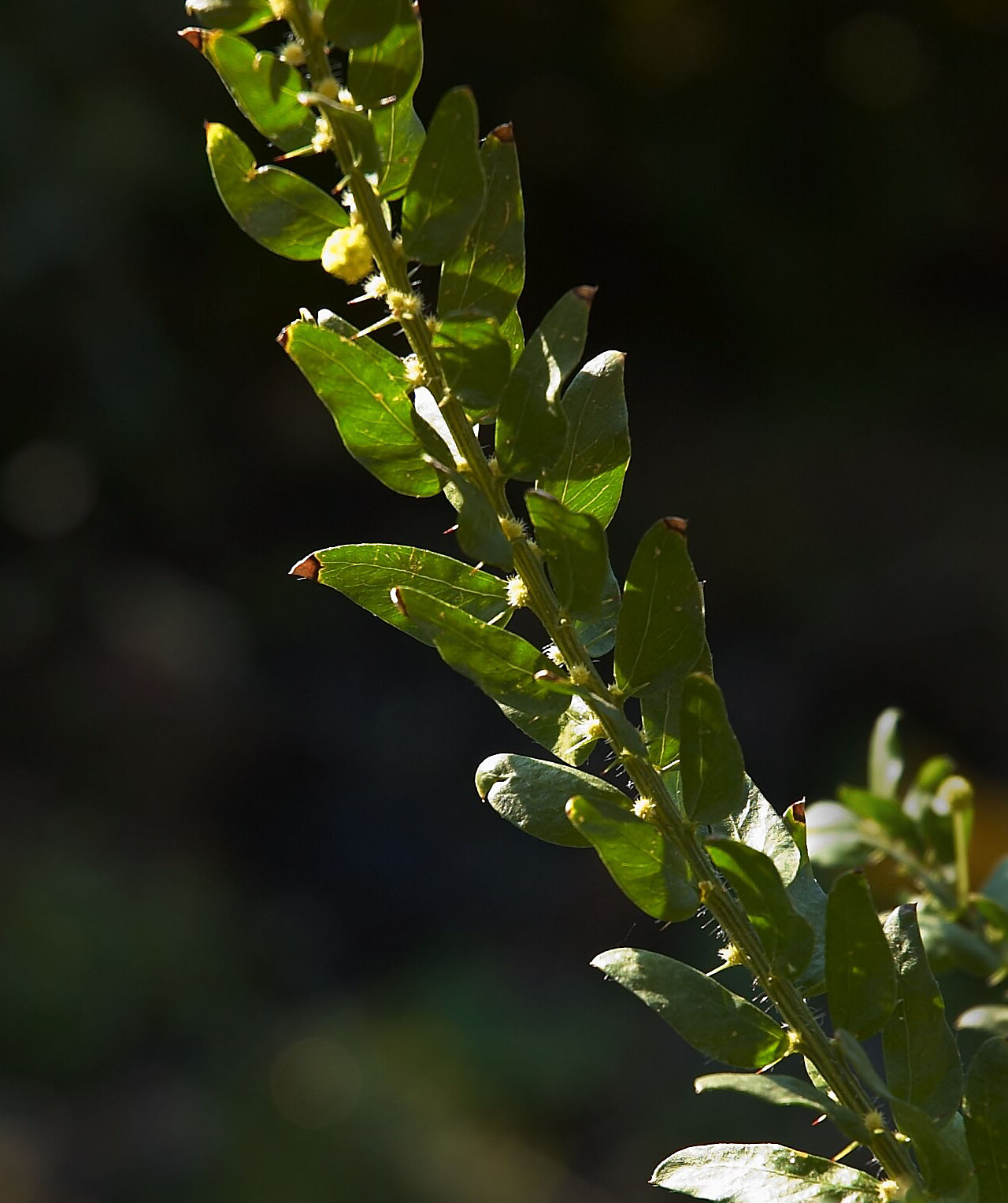
Kängurudorn

## Nachweise
1. 1 2 3 4  P. G. Kodela: Acacia paradoxa DC. online bei New South Wales Flora Online.
2. ↑  Cat. hort. monsp. 74. März 1813. Siehe Acacia im Germplasm Resources Information Network (GRIN), USDA, ARS, National Genetic Resources Program. National Germplasm Resources Laboratory, Beltsville, Maryland..
3. ↑  In: W. T. Aiton, Hortus kew. ed. 2, 5:463. November 1813.